# میکروسکوپ تونلی روبشی چند نوک

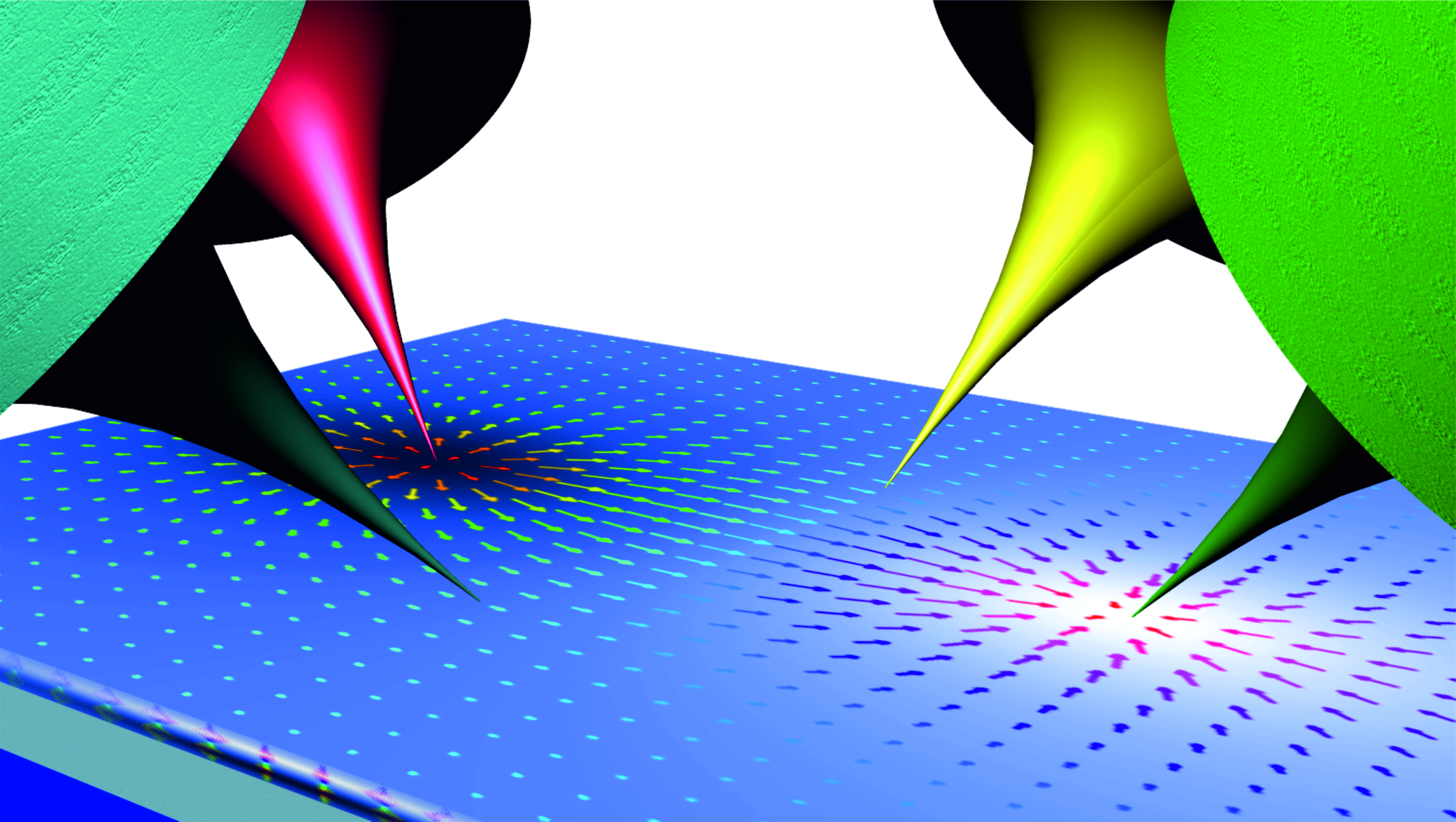
یک تصویر شماتیک از اندازه گیری میکروسکوپ تونل زنی روبشی چند نوک با نوک قرمز و سبز در حال تزریق و تخلیه جریان جانبی به نمونه مورد مطالعه. نوک زرد و نوک سبز سمت چپ ولتاژها را در موقعیت های مربوطه اندازه گیری می کنند که در اثر جریان تزریقی ایجاد می شود.

میکروسکوپ تونلی روبشی چند نوک ( Multi-tip STM ) به جهت گسترش عکس برداری میکروسکوپ تونلی روبشی (STM) از تصویربرداری دقیق و اختصاصی دستگاه های الکتریکی در ابعاد نانو تولید شده و در دستگاه هایی مانند "مولتی متر در مقیاس نانو" تصویر برداری را انجام می دهد. در علم مواد، علم نانو و فناوری نانو، نیازمند اندازه گیری خواص الکتریکی در یک موقعیت خاص  هستیم. برای این منظور، STM های چند نوک که در آن چندین نوک هرکدام به طور مستقل عمل می کنند، مورد استفاده قرار می‌گیرند. جدا از تصویربرداری از نمونه، از نوک یک STM چند نوک برای تماس داشتن با نمونه در قسمت های مورد نظر و انجام اندازه گیری های الکتریکی موضعی استفاده می شود.
همانطور که وسایل میکروالکترونیک جای خود را به نانوالکترونیک‌ها می‌دهند، انجام اندازه گیری های انتقال الکترونیکی در مقیاس نانو ضروری است. روش استاندارد، استفاده از روش های لیتوگرافی برای تماس با نانوساختارها است، همانطور که در دستگاه نانوالکترونیک نهایی نیز استفاده می شود. اما در مراحل تحقیق و توسعه، روش‌های دیگر برای تماس با دستگاه‌های نانوالکترونیکی یا به طور کلی نانوساختارها ممکن است مناسب‌تر باشند. یک روش جایگزین برای تماس با نانوساختارها، استفاده از نوک میکروسکوپ تونلی روبشی چند نوک می‌باشد - مشابه با سرنخ‌های آزمایشی یک مولتی متر که در مقیاس ماکرو استفاده می‌شود. مزایای این روش عبارتند از: (الف) تماس درجا با نانوساختارهای "در حال رشد" که هنوز در خلاء هستند، که به حفظ نانوساختارهای ظریف از آلودگی ناشی از مراحل لیتوگرافی کمک خواهد کرد. (ب) موقعیت‌دهی انعطاف پذیر نوک های‌تماس و پیکربندی‌های مختلف تماس به راحتی قابل انجام است، در حالی که تماس ها در روش لیتوگرافی ثابت هستند. ج) کاوش با نوک های تیز می تواند غیر تهاجمی باشد، در صورتی که تماس‌های لیتوگرافی معمولاً تهاجمی هستند.  برای استفاده از میکروسکوپ تونل زنی روبشی (STM) برای اندازه گیری‌های انتقال الکتریکی در نانوساختارها یا سطوح، بیش از یک نوک مورد نیاز است. این موضوع باعث استفاده از میکروسکوپ‌های تونلی روبشی چند نوک می‌شود، که امکان دسترسی به مزایای ذکر شده در بالا را در نانوکاوشگر‌ها فراهم می‌کند. چندین مقاله مروری در مورد میکروسکوپ تونلی روبشی چند نوک را می‌توان در بخش خواندن بیشتر در زیر یافت.

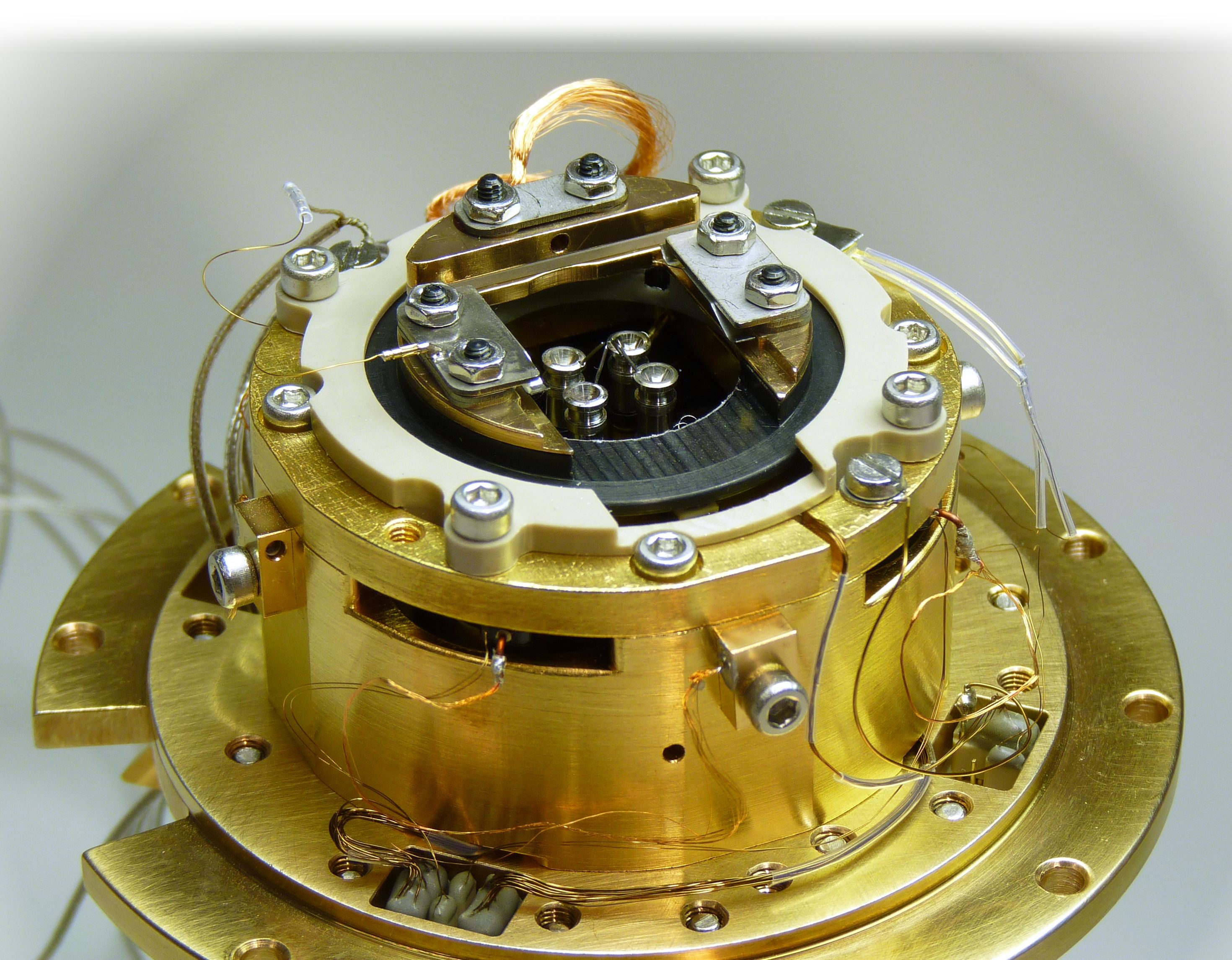
STM چهار نوک با چهار نوک به سمت بالا در مرکز. قطر این دستگاه 50 میلی متر است.

## اصل عملیات
میکروسکوپ های تونلی روبشی چند نوک معمولاً از چهار نوک تشکیل شده‌اند که هر یک از نوک ها را به صورت جداگانه در موقعیت مورد نظر روی نمونه قرار داده شوند. برای کاهش رانش حرارتی نوک ها، باید تا حد امکان کوچک و فشرده شده باشند. همچنین باید حرکت نوک ها قابل دیدن باشد. به این منظور می‌توان از میکروسکوپ نوری یا میکروسکوپ الکترونی استفاده کرد. با استفاده از این میکروسکوپ‌ها می‌توان تنظیم کرد که نوک ها به هم نزدیک شوند و در مکان های اندازه گیری مورد نظر قرار گیرند. نوک‌ها در یک STM چند نوک معمولاً در زاویه 45 درجه نسبت به جهت عمودی نصب می‌شوند تا قرار گرفتن تمام نوک‌ها در یک منطقه روی نمونه را تسهیل کنند.
پس از معرفی اولین STM چند نوک،  چند وسیله خانگی طراحی شده است و امروزه چندین ابزار تجاری نیز موجود می‌باشد.
یک توسعه از تکنیک STM چند نوک ارتقاء به عملیات میکروسکوپی نیروی اتمی (AFM) است. برای کاربردها در نانو الکترونک، بیشتر نمونه ها شامل مناطق "هدف" در سطح تشکیل شده‌اند که توسط مناطق غیر رسانا جدا شده‌اند برای هدایت نوک به مناطق رسانا، تصویربرداری AFM موقعیت‌دهی نوک‌ها با استفاده از میکروسکوپ نوری یا SEM، می‌تواند مفید باشد.

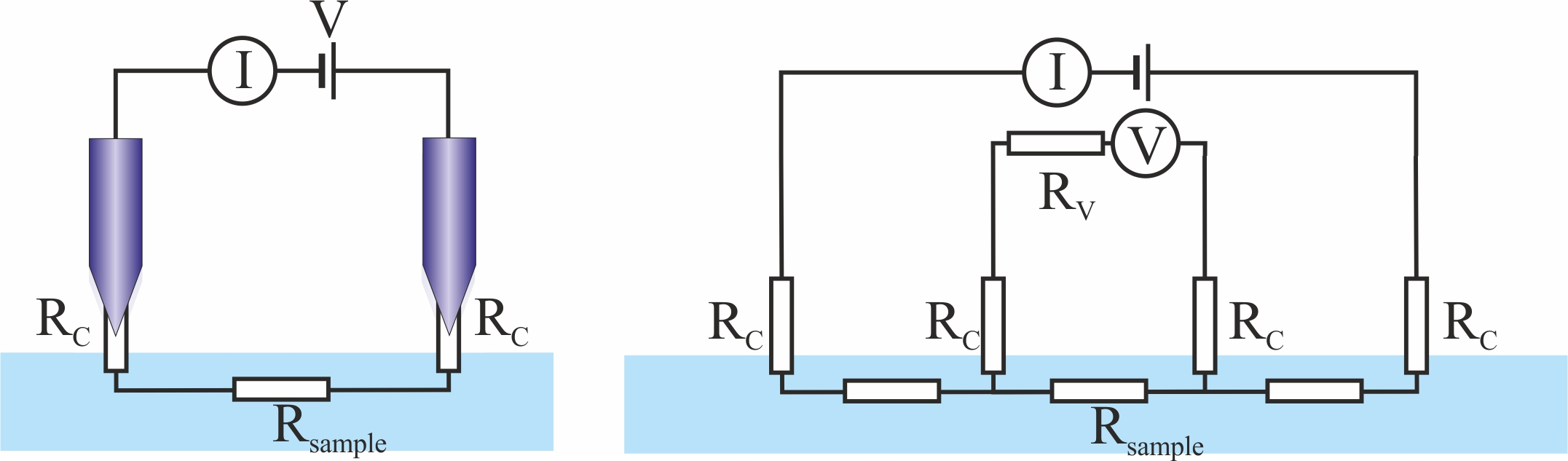
در یک اندازه گیری دو نقطه ای مجموع مقاومت نمونه و مقاومت کنتاکت ها اندازه گیری می شود. در یک اندازه گیری چهار نقطه ای مقاومت نمونه بدون تاثیر مقاومت تماس اندازه گیری می شود.

هنگام انجام اندازه‌گیری‌های الکتریکی در ابعاد نانو، باید تاکید کرد که به دلیل سطح تماس کم، مقاومت تماسی، در نقطه تماس نوک STM با نمونه بسیار زیاد است بنابراین اندازه‌گیری‌های چهار نقطه‌ای در اندازه‌گیری مقاومت با STM چند نوک بسیار ضروری است. این موضوع در اندازه‌گیری اشیا در مقیاس نانو اهمیت بیشتری دارد، زیرا تماس‌ها با این اجسام به ناچار در ابعاد نانو است. در اندازه گیری مقاومت دو نقطه‌ای، از دو نوک تزریق جریان برای کاوش ولتاژ  استفاده می‌شود. بنابراین، مقاومت اندازه‌گیری‌شده R = V/I نیز شامل سهم دو مقاومت تماسی R C است. در یک اندازه گیری چهار نقطه ای مدار تزریق جریان از مدار حسگر ولتاژ جدا می‌شود. اگر اندازه گیری ولتاژ با مقاومت داخلی بزرگ RV انجام شود، تأثیر مقاومت‌های تماس می‌تواند نادیده گرفته شود. این مزیت اصلی اندازه گیری چهار نقطه ای است.

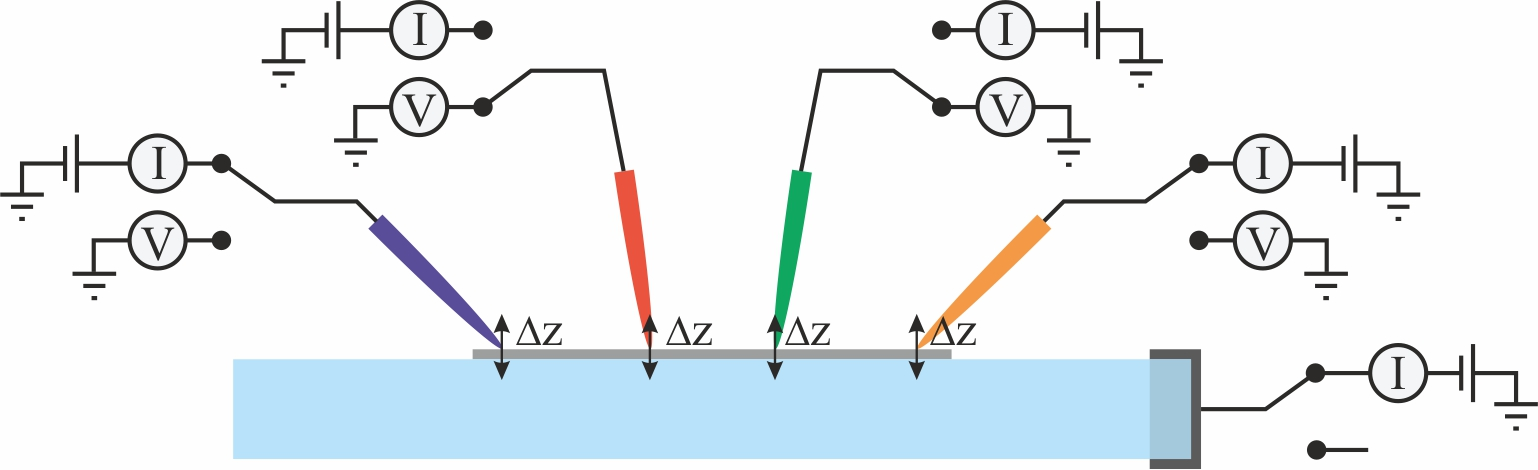
شماتیک اندازه گیری های الکتریکی انجام شده با STM چند نوک. هر نوک را می توان به عنوان پروب جریان یا به عنوان پروب ولتاژ پیکربندی کرد. ساده ترین مثال اندازه گیری الکتریکی، اندازه گیری مقاومت چهار نقطه ای کلاسیک است.

انجام اندازه گیری های الکتریکی با یک STM چند نوک نیاز به بیش از چهار نوک و توانایی قرار دادن آن‌ها به صورت مورد نیاز است. اندازه گیری های هماهنگ جریان و ولتاژ با هر چهار نوک باید انجام شود. الکترونیک اجازه می دهد هر نوک به عنوان پروب جریان یا پروب ولتاژ عمل کند. رمپ های مختلف I-V بین نوک های مختلف اعمال می شود. در ساده ترین حالت، جریان بین دو نوک بیرونی تزریق می شود و اختلاف پتانسیل بین نوک‌های داخلی اندازه گیری می شود (اندازه گیری کلاسیک چهار نقطه) .  با این حال، انواع مختلفی دیگری از اندازه‌گیری‌ها نیز می‌توانند انجام شوند، به عنوان مثال، یک نوک یا نمونه می تواند به عنوان الکترودگیت استفاده شود.

## کاربردهای STM چند نوک

### نانو نوارهای گرافن و نانوساختارهای گرافن
خواص انتقال محلی نانوریبون‌های گرافنی با عرض 40 نانومتر که روی زیرلایه‌های کاربید سیلیکون (SiC) رشد کرده‌اند، با استفاده از یک STM چند نوک مورد مطالعه قرار می‌گیرند. نانوریبون‌های گرافن خواص انتقال استثنایی مانند هدایت بالستیک را حتی در دمای اتاق با میانگین مسیرهای آزاد تا چند میکرومتر نشان می‌دهند.  چنین نانوریبون‌های گرافن همپایی نه تنها در علوم بنیادی مهم هستند، بلکه به دلیل این که می‌توان آن‌ها را به آسانی در هزاران نانوالکترونیک پیشرفته تولید کرد، که می‌توانند از خواص انتقال بالستیک در دمای اتاق آن‌ها استفاده کرد، نیز اهمیت دارند.

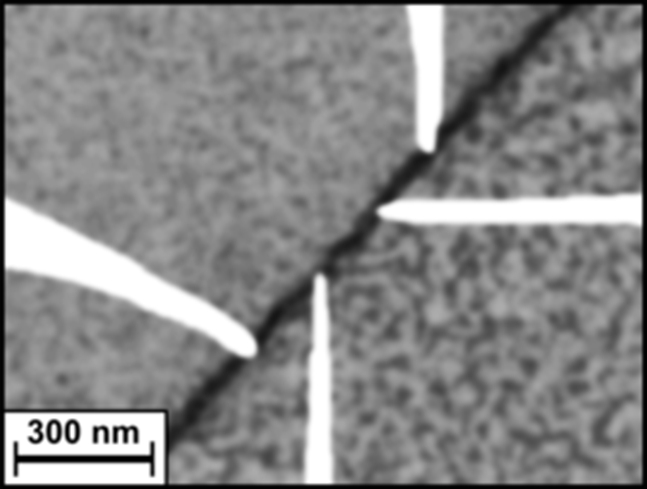
تصویر SEM از چهار کاوشگر در تماس با نانوروبان گرافن

### پروفیل مقاومت در امتداد نانوسیم‌های GaAs مستقل
STM چند نوک می‌تواند برای نقشه برداری مقاومت در امتداد نانوسیم های GaAs  با قطر حدود  100 نانومتر استفاده کرد. نانوسیم‌ها هنوز به همان صورت رشد کرده به صورت عمودی و متصل به زیرلایه هستند، بنابراین امکان تماس با نانوسیم‌ها با تکنیک‌های لیتوگرافی وجود ندارد. در پیکربندی اندازه گیری نشان داده شده در شکل، نمونه 45 درجه کج می شود تا تصویربرداری SEM بهینه از نانوسیم ها تسهیل شود. سه نوک که در تماس با یک نانوسیم قرار می‌گیرند، اندازه‌گیری مقاومت چهار نقطه‌ای را نشان می‌دهند (با نمونه به عنوان تماس چهارم). نوک 1 جریان را به نانوسیم تزریق می کند و نمونه به عنوان تخلیه جریان عمل می کند، در حالی که نوک 2 و نوک 3 به عنوان پروب های ولتاژ عمل می کنند. در حالی که مطالعه ساختار این نانوسیم‌ها به عنوان مثال با میکروسکوپ الکترونی با وضوح بالا نسبتاً آسان است، دسترسی به خواص الکتریکی تعیین شده توسط پروفایل دوپینگ در طول نانوسیم دشوار است. . از اندازه گیری مقاومت چهار نقطه ای در طول نانوسیم، می‌توان یک پروفایل دوپینگ در طول نانوسیم به دست آورد.  

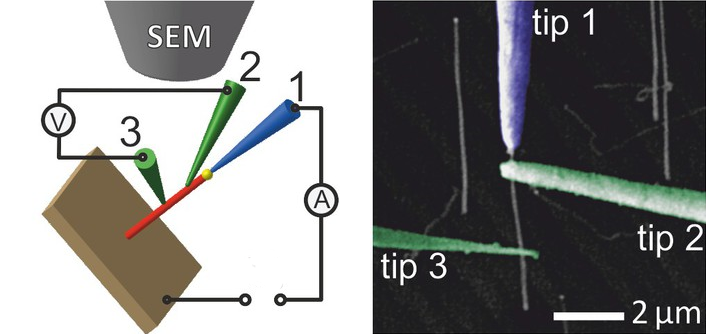
سمت چپ: شماتیک اندازه گیری چهار نقطه ای روی یک نانوسیم با سه نوک در تماس با نانوسیم. سمت راست: تصویر SEM از یک نانوسیم مستقل که با سه نوک تماس گرفته شده است. نوک های STM مانند لیدهای تست یک مولتی متر عمل می کنند، اما با اجسامی مانند نانوسیم در مقیاس نانو تماس می گیرند.

فیلمی از یک نوک STM که در امتداد نانوسیم GaAs حرکت می‌کند و نمایه مقاومت پروب چهار نقطه‌ای را در بسیاری از نقاط در طول نانوسیم اندازه‌گیری می‌کند.

### پتانسیومتری چند نوک
روشی که بینش ارزشمندی را در مورد خواص انتقال بار نانوساختارها ارائه می دهد، پتانسیومتری تونل روبشی (STP) است.  STP می تواند با یک STM چند نوک انجام شود امکان نقشه‌برداری از چشم‌انداز پتانسیل را در حالی که جریانی از فیلم، نانوساختار یا سطح مورد مطالعه عبور می‌کند، فراهم می‌کند. نقشه‌های پتانسیومتری بینشی در مورد خواص انتقال بنیادی، مانند تأثیر نقص‌ها بر انتقال الکتریکی محلی ارائه می‌دهند. پیاده سازی در شکل نشان داده شده است که نوک های بیرونی جریانی را به نانوساختار یا سطح مورد مطالعه تزریق می کنند، در حالی که نوک مرکزی به طور همزمان توپوگرافی را اندازه گیری می کند و همچنین پتانسیل الکتریکی را در هر نقطه تصویر که توسط جریان القا می شود، ثبت می کند. به این ترتیب یک نقشه پتانسیل اندازه گیری شده به عنوان مثال بر روی سطح سیلیکون می تواند با وضوح چند میکروولت به دست آید. نقشه پتانسیل در شکل نشان می دهد که بیشترین افت پتانسیل در لبه‌های پله اتمی رخ می دهد. از این داده ها می توان مقاومت یک پله اتمی یا مرز دامنه را بدست آورد. علاوه بر این، اگر جریانی در اطراف یک نقص در مقیاس نانو مانند یک حفره جریان یابد، نقشه پتانسیلی که به دلیل جریان جاری توسعه می‌یابد، می‌تواند اندازه‌گیری شود.

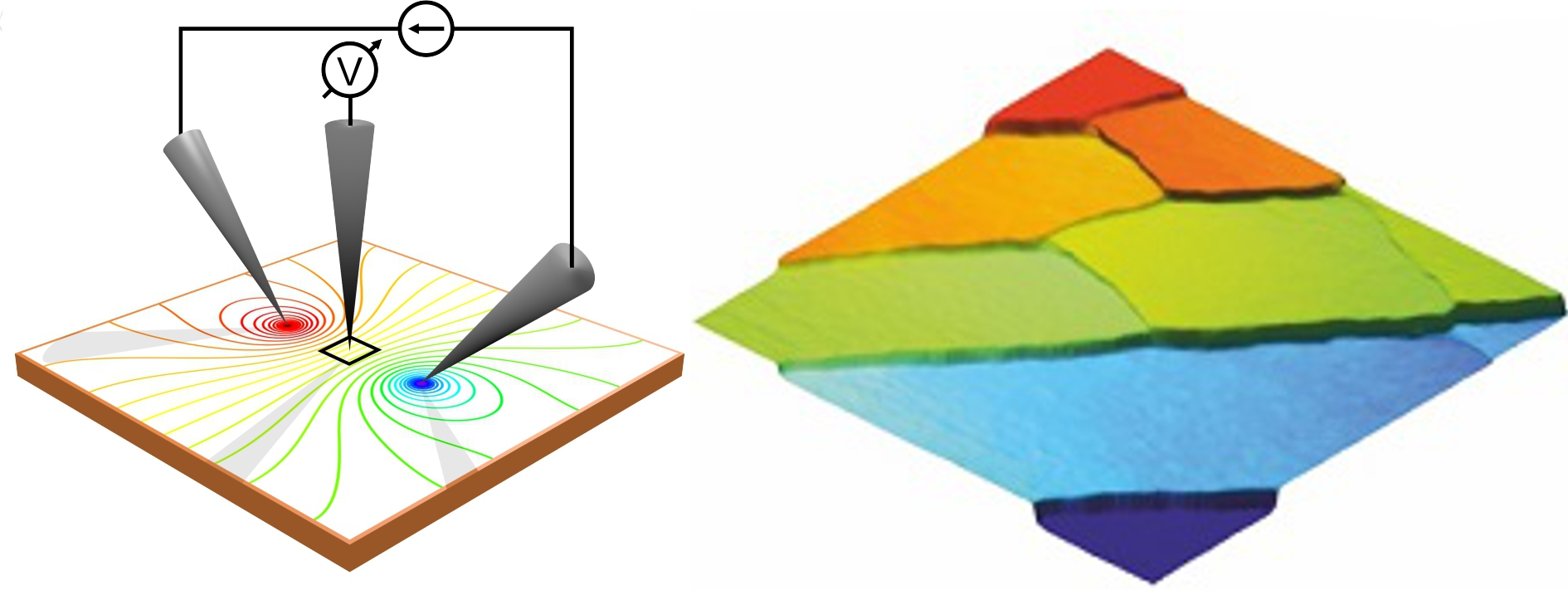
سمت چپ: شماتیکی از تنظیمات پتانسیومتری تونل روبشی اجرا شده در میکروسکوپ تونل زنی روبشی چند نوک. دو نوک جریانی را در سطح نمونه تزریق می‌کنند و نوک سوم توزیع پتانسیل حاصل را ترسیم می‌کند. ناحیه اسکن به صورت مربع سیاه نشان داده شده است. سمت راست: نقشه پتانسیل اندازه گیری شده روی سطح Si با افت پتانسیل اصلی که در لبه های پله اتمی رخ می دهد. جریان در این تصویر از بالا به پایین جریان دارد.

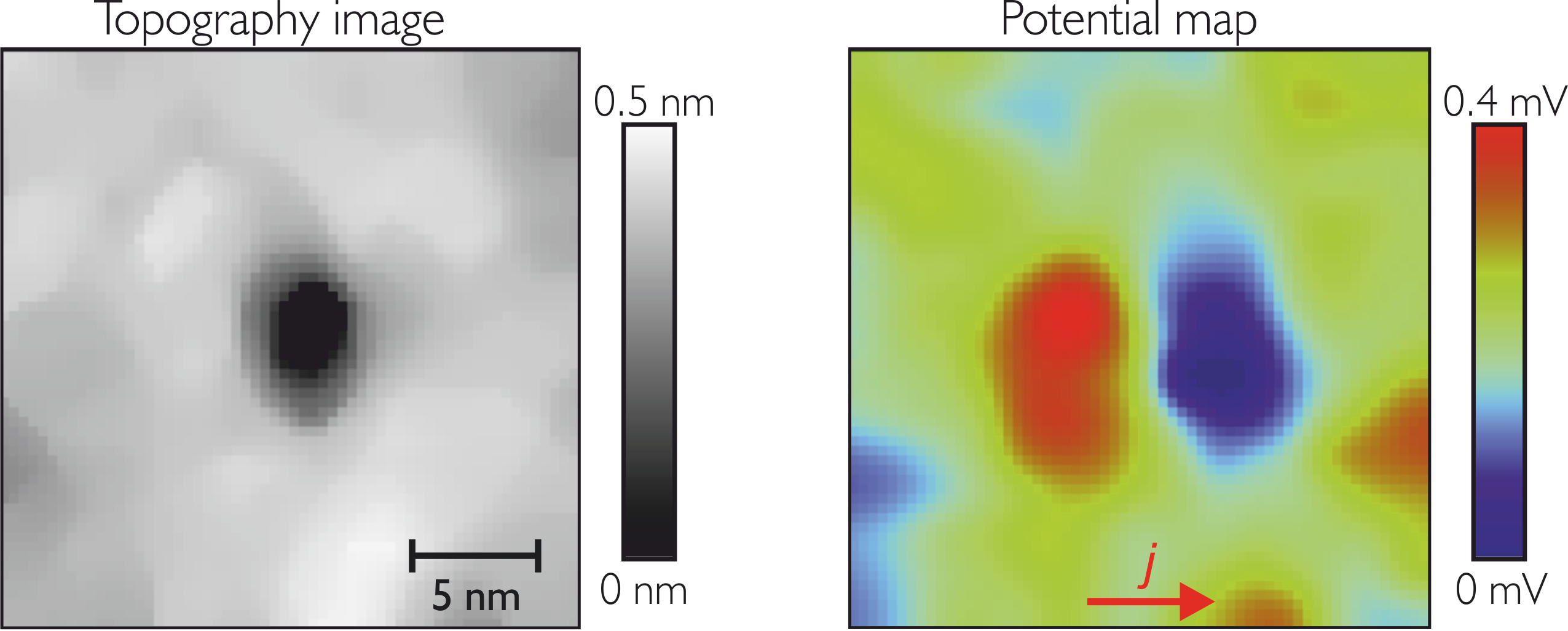
سمت چپ: تصویر توپوگرافی STM از یک فضای خالی بزرگ 5 نانومتری در یک فیلم عایق توپولوژیکی. راست: دوقطبی بالقوه در اطراف فضای خالی در مقیاس نانو به دلیل جریان جریان ایجاد می شود.سمت چپ: تصویر توپوگرافی STM از یک فضای خالی بزرگ 5 نانومتری در یک فیلم عایق توپولوژیکی. راست: دوقطبی بالقوه در اطراف فضای خالی در مقیاس نانو به دلیل جریان جریان ایجاد می شود.

### جداسازی رسانایی سطحی از رسانایی توده ای

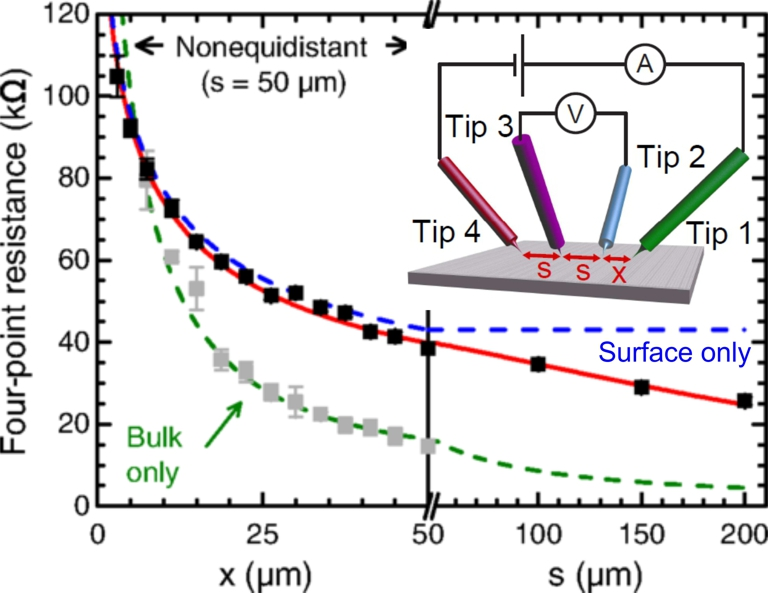
اندازه‌گیری وابسته به فاصله مقاومت چهار نقطه‌ای در یک نمونه Si(111)-7×7 اجازه می‌دهد تا هدایت سطحی را از رسانایی توده جدا کنید.

با کوچکتر و کوچکتر شدن نانودستگاه ها، نسبت سطح به حجم (یعنی کسر اتم های واقع در سطح) دائماً افزایش می یابد. اهمیت روزافزون رسانایی سطحی در مقایسه با رسانایی از طریق توده در دستگاه‌های نانوالکترونیکی مدرن، نیازمند تعیین قابل اعتماد رسانایی سطحی برای به حداقل رساندن تأثیر جریان‌های نشتی نامطلوب بر عملکرد دستگاه یا استفاده از سطوح به عنوان واحدهای عملکردی است. یک سیستم مدل برای تحقیقات مربوطه، سطح Si(111)-7×7 است. چالش این است که سهم به دلیل رسانایی سطحی را از رسانایی توده جدا کنیم. با استفاده از STM چند نوک، محققان روشی را توسعه دادند که از اندازه گیری های چهار پروب وابسته به فاصله در پیکربندی خطی برای تعیین رسانایی سطح استفاده می کند. 

### جریان اسپین در مواد کوانتومی

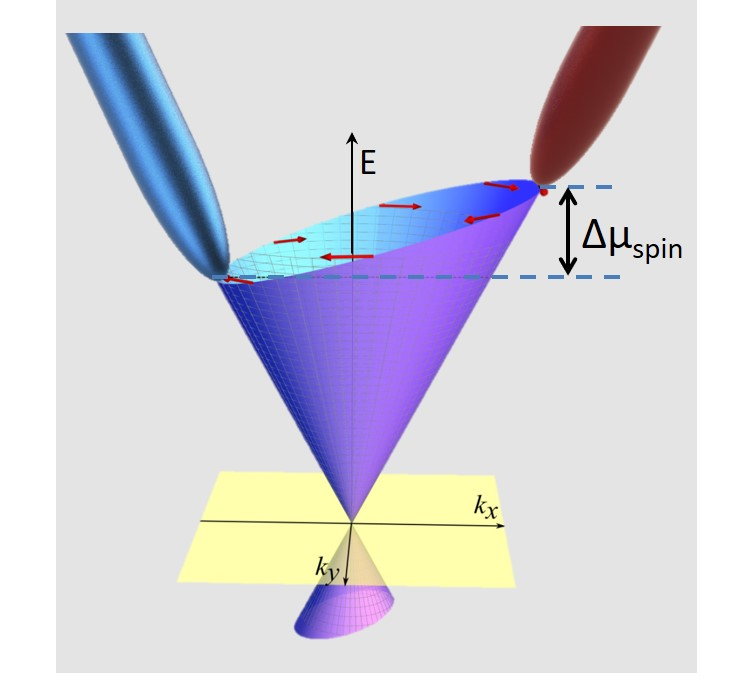
ولتاژ اسپین توسط جریان اسپین الکترون ایجاد می شود.

STM چند نوک به عنوان روشی برای تشخیص ولتاژ اسپین در عایق های توپولوژیکی با استفاده از میکروسکوپ تونلی روبشی چهار پروب اسپین پلاریزه بر روی سطوح Bi 2 Te 2 Se استفاده می شود. پتانسیل الکتروشیمیایی وابسته به اسپین از سهم اهمی جدا می شود. این جزء به عنوان پتانسیل اسپین-شیمیایی ناشی از جریان شارژ دوبعدی از طریق حالت‌های سطح توپولوژیکی قفل شده با تکانه اسپین (TSS) شناسایی می‌شود. روش جدید از یک نوک مغناطیسی برای مشاهده رفتار اسپین الکترون ها در سطح ماده استفاده می کند.